# رافائل داویدیان
رافائل روبنی داویدیان (ارمنی: Ռաֆայել Ռուբենի Դավիդյան؛  زادهٔ ۲۲ آوریل ۱۹۲۳ - درگذشته ۳ فوریهٔ ۱۹۹۷) ویولن‌نواز و آموزگار موسیقی اهل ارمنستان بود.

## زندگی‌نامه
وی در ۲۲ آوریل ۱۹۲۳ در تفلیس به دنیا آمد و از کنسرواتوار دولتی چایکوفسکی مسکو فارغ‌التحصیل گشت. وی همچنین برنده جوایزی همچون هنرمند مردمی ارمنستان شوروی، نشان جنگ میهنی، مدال شجاعت کار و جایزه دولتی ارمنستان شوروی شد. وی در ۳ فوریهٔ ۱۹۹۷ در سن ۷۳ سالگی در مسکو درگذشت